# 汪氏盐商住宅
汪氏盐商住宅，位于江苏省扬州市广陵区南河下170号，是中华人民共和国全国重点文物保护单位之一。
2002年10月22日，公布为江苏省文物保护单位，2013年5月公布为全国重点文物保护单位，是一座古建筑。